# Тинирауарий, Рунуи
Рунуи Шон Тинирауарий (англ. Shawn Roonui Tinirauarii; род. 14 марта 1997) — таитянский футболист, нападающий клуба «Драгон» и сборной Таити. Участник чемпионата мира по пляжному футболу 2024 года.

## Биография
Вырос в спортивной семье. Внук футболиста Эрролла Беннетта и племянник футболиста Ная Беннетта. Отец — Хиро Тинирауарии — баскетбольный тренер. Младший брат — Раймоан Тинирауарии — известен по выступлениям за футбольную и баскетбольные сборные Таити. Сам Рунуи также играл за баскетбольную команду «Аруэ», которую тренировал отец.
Футбольную карьеру Рунуи начал в 2014 году в составе клуба «Пираэ» из чемпионата Таити. С 2021 года выступает за «Драгон» из Папеэте. Чемпион Таити сезонов 2019/20 и 2020/21. В сезоне 2021/22 завоевал серебро таитянского первенства и занял второе место в списке бомбардиров. Участник Лиги чемпионов ОФК сезонов 2014/15 и 2023, а также Клубного чемпионат мира 2021 года.
Представлял Таити на чемпионате Океании для игроков до 20 лет в 2016 году. В составе национальной сборной Таити дебютировал 24 марта 2022 года в матче отбора на чемпионат мира против Соломоновых Островов (1:3). В товарищеском матче против Новой Каледонии, ставшим для игрока третьим в футболке сборной, Рунуи забил два гола и принёс Таити победу со счётом 2:1. Участник Тихоокеанских игр 2023 года, где вместе с Таити занял пятое место.
Победитель домашнего Кубка наций ОФК по пляжному футболу 2023 года. В феврале 2024 года главный тренер сборной Таити по пляжному футболу Тева Заверони включил Рунуи в заявку команды на чемпионат мира в ОАЭ.

## Достижения
- Чемпион Таити: 2019/20, 2020/21
- Серебряный призёр чемпионата Таити: 2021/22
- Лучший бомбардир чемпионата Таити: 2022/23